# Río Tomebamba
Der Río Tomebamba ist der 24 km lange rechte Quellfluss des Río Cuenca in der Provinz Azuay im Süden von Ecuador. Einschließlich Quellflüssen beträgt die gesamte Fließstrecke 42 km.

## Flusslauf
Der Río Tomebamba entsteht 15 km nordwestlich vom Stadtzentrum von Cuenca am Zusammenfluss von Río Llaviucu und Río Matadero. Die beiden Quellflüsse entspringen in der Cordillera Occidental im Nationalpark Cajas. Der Río Tomebamba fließt in ostsüdöstlicher Richtung durch das Stadtgebiet von Cuenca. Die Fernstraße E582, die Cuenca mit der Küstenebene südöstlich von Guayaquil verbindet, folgt dem Flusslauf. 4,5 km oberhalb der Vereinigung mit dem Río Machángara zum Río Cuenca trifft der Río Yanuncay von rechts auf den Río Tomebamba. Dieser wendet sich anschließend in Richtung Ostnordost. 

## Hydrologie
Der Río Tomebamba entwässert ein Areal von etwa 1300 km². Der mittlere Abfluss unweit der Mündung beträgt 17,6 m³/s.